# Flámbouro (Flórina)
Flámbouro, en grec moderne : Φλάμπουρο, auparavant appelé Negováni ou Nengóvani  (Νεγοβάνη - Νεγκόβανη), est un village du dème de Flórina, district régional de Flórina, en Macédoine-Occidentale, Grèce. 
Selon le recensement de 2011, la population du village compte 420 habitants.